# Joe Rantz
Joseph Harry Rantz, ameriški veslač, * 31. marec 1914, † 10. september 2007.
Rantz je za ZDA nastopil na Poletnih olimpijskih igrah 1936 v Berlinu, kjer je v osmercu osvojil zlato medaljo.